# Kogatta, Kunigal
Kogatta là một làng thuộc tehsil Kunigal, huyện Tumkur, bang Karnataka, Ấn Độ.